# 馬王場遺址
馬王場遺址位於重慶市大渡口區、九龍坡區馬王場及桃花溪流域，文物遺址年代為舊石器，2009年12月15日列為第二批重慶市文物保護單位。